# فورت دیویس (تگزاس)
فورت دیویس، تگزاس(به انگلیسی: Fort Davis, Texas) شهری در ایالت تگزاس از ایالات جنوبی ایالات متحده آمریکا است. در سرشماری سال ۲۰۰۰، جمعیت این شهر ۱۰۵۰ نفر اعلام شد.